# Gwatemala na Letnich Igrzyskach Olimpijskich 1980
Gwatemalę na Letnich Igrzyskach Olimpijskich 1980 reprezentowało 10 zawodników. Był to 5. start reprezentacji Gwatemali na letnich igrzyskach olimpijskich.

## Skład kadry

### Jeździectwo
Mężczyźni
- Oswaldo Méndez - skoki przez przeszkody - 4. miejsce

### Podnoszenie ciężarów
Mężczyźni
- Luis Rosito - waga średniociężka - 11. miejsce

### Strzelectwo
Mężczyźni
- Arturo Iglesias - ruchomy cel, 50 m - 15. miejsce
- Carlos Silva - ruchomy cel, 50 m - 19. miejsce
- Francisco Romero Portilla - trap - 30. miejsce
- Francisco Romero Arribas - skeet - 26. miejsce
- Mario-Oscar Zachrisson - skeet - 33. miejsce

### Wioślarstwo
Mężczyźni
- Edgar Nanne, Alberik de Suremain - dwójka bez sternika - odpadli w ćwierćfinałach

### Żeglarstwo
Mężczyźni
- Juan Maegli - Finn - 19. miejsce